# لانس توماس
لانس توماس (انگلیسی: Lance Thomas، زاده ۲۴ آوریل ۱۹۸۸) بازیکن بسکتبال اهل ایالات متحده آمریکا است.
وی سابقه بازی در تیم‌هایی همچون آستین توروس، نیو اورلینز پلیکانز، اکلاهما سیتی تاندر و نیویورک نیکس را در کارنامه دارد.